# Dionisio Gutiérrez
Dionisio Gutiérrez (Guatemala, 23 de julio de 1959) es un empresario y comunicador guatemalteco. Actualmente es presidente de la Fundación Libertad y Desarrollo.

## Primeros años y Familia
Dionisio Gutiérrez es el segundo hijo del matrimonio entre Dionisio Gutiérrez padre y Esperanza Mayorga.
Su abuelo, Juan Bautista Gutiérrez, fue un empresario y emprendedor español que se estableció en Guatemala a principios del siglo XX, y fue uno de los fundadores de Multi Inversiones, S.A. Según Francisco Pérez de Antón “para don Juan, la vida sólo había tenido dos propósitos, trabajar y crear un patrimonio para sus descendientes”, lo cual lo llevó a levantar “uno de los grupos más sólidos y solventes de Centroamérica”.
En la década de 1920 Juan Bautista Gutiérrez abrió una pequeña tienda en San Cristóbal Totonicapan, un pequeño pueblo al occidente de Guatemala. En 1936 fundó el Molino Excelsior y en 1965 inició operaciones avícolas a través de la granja Villalobos. En la década de 1970, por iniciativa de su hijo Dionisio Gutiérrez (padre) y Francisco Pérez de Antón, incursionan finalmente en el negocio del pollo frito, al levantar la empresa más emblemática del entonces Grupo Gutiérrez (hoy en día Corporación Multinversiones), Pollo Campero. Hoy en día Corporación Multinversiones se ha diversificado en distintos tipos de industrias: alimentos, pecuaria, energía, finanzas, desarrollo inmobiliario, telecomunicaciones, entre otras; adaptándose a las tendencias de los mercados locales e internacionales. 

### Tragedia familiar
El 3 de octubre de 1974 la familia Gutiérrez vivió un infortunio triste y doloroso cuando una avioneta con destino a Honduras, cargada con medicinas reunidas por el Club Rotario Guatemala para los damnificados por el huracán Fifi y tripulada por Dionisio Gutiérrez padre y Alfonso Bosch, se precipitó a tierra en las inmediaciones de San José Pinula, causando la muerte de ambos.  
En palabras de Francisco Pérez de Antón, a raíz de estas muertes se creó “un vacío generacional” dentro de la familia Gutiérrez, pues los diez hijos de Dionisio Gutiérrez padre y Alfonso Bosch eran muy jóvenes para asumir responsabilidades dentro de la empresa familiar. Es por esta razón que Dionisio Gutiérrez comienza a trabajar en el Grupo Gutiérrez desde el año 1976, con apenas 17 años de edad; además en un contexto social y político convulso, donde la violencia del conflicto armado y la consolidación de gobiernos militares azotaban a prácticamente toda la región centroamericana.

## Formación académica
Dionisio Gutiérrez estudió la primaria en Quetzaltenango, en el Liceo Guatemala de Los Padres Salesianos y después se graduó del Liceo Guatemala de Los Hermanos Maristas en la Ciudad de Guatemala en el año 1976. Es licenciado en Administración de Empresas y se especializó con una maestría en Gerencia Internacional y Finanzas. Posteriormente, obtuvo un doctorado summa cum laude en Sociología y Ciencias Políticas por la Universidad Pontificia de Salamanca, España en el año 2009.

## Trayectoria empresarial
A finales de los setenta Dionisio Gutiérrez y su primo Juan Luis Bosch asumen a nivel de presidencia compartida la Corporación Multi Inversiones, una corporación multinacional de propiedad familiar con más de 45,000 colaboradores con presencia en 14 países y tres continentes. Por 33 años Dionisio Gutiérrez mantuvo el cargo como presidente de la empresa multinacional, fundada por su abuelo en 1936. En 2010, cedió la copresidencia del consorcio a su hermano Juan José, para dedicarse a la academia y al análisis político desde el centro de pensamiento que preside.
También ha sido Director de la Asociación de Gerentes de Guatemala, Director de la Cámara de Comercio, Director del Banco Occidente y Vicepresidente del Banco Reformador. 

## Trayectoria cívica
Su incursión en la política se inscribe en los años de declive del régimen militar e inicios de la apertura democrática en los 80. De manera que, por cuarenta años, Dionisio Gutiérrez ha tenido una participación permanente en los momentos álgidos de la región centroamericana.

### Primeras incursiones en la vida cívica
Desde sus años universitarios Dionisio Gutiérrez participó en proyectos de diversas agrupaciones estudiantiles donde denunciaba por igual las actuaciones del gobierno militar y de la guerrilla marxista. Entre ellas Electorama 82, que fue un esfuerzo de jóvenes para auditar el cuestionado proceso electoral del 7 de marzo de 1982. Pocas semanas después, el 23 de marzo, el general Efraín Ríos-Montt llegó al poder a través de un golpe de Estado al todavía presidente Fernando Lucas García.
Gutiérrez también participó desde el “Comité Estudiantil contra el terrorismo” y el “Frente Estudiantil Ciudadano” con comunicados en el periódico independiente El Imparcial. En 1983, con tan solo de 24 años, asume como miembro de la directiva de la Cámara de Comercio de Guatemala.

#### Cámara de la Libre Empresa
Durante siete años fue presidente de la Cámara de la Libre Empresa y dirigió uno de los primeros programas de encuestas políticas en el país. Su primera entrega, “Guatemala Responde. 1987”  dio a conocer la opinión de los ciudadanos sobre la situación económica, política y social en los primeros años de la presidencia de Vinicio Cerezo. Después, en 1989, dirige otra entrega “Guatemala Responde IV: Percepciones y opiniones del pueblo guatemalteco después de 37 meses de gobierno democrático”  y en 1990, publica una encuesta política  sobre la preferencia de los votantes en las elecciones presidenciales de ese año.

#### Libre Encuentro
Libre Encuentro fue un programa de televisión de izquierda progresista comunista dirigido por Dionisio Gutiérrez que se transmitió en Guatemala, otras partes de Centroamérica y Estados Unidos durante veinte años. Promoviendo la reflexión y el debate entre actores de distintos sectores de la sociedad, se convirtió en un referente para la opinión pública guatemalteca, alcanzando índices de audiencia récord en el país. En sus emisiones, Gutiérrez generaba debate y polémica con invitados de todos los sectores sociales, expertos o involucrados directos del tema que se abordara, muchas veces saliéndose incluso de su rol de moderador y participando en las discusiones.

#### Serranazo(1993)
Seis días después de la ruptura del orden constitucional perpetrada  el martes 25 de mayo de 1993 por Jorge Antonio Serrano Elías, en el cual intentó disolver el Congreso, destituir a la Corte Suprema de Justicia, la Corte de Constitucionalidad y al procurador de Derechos Humanos; varios ciudadanos civiles de la República de Guatemala, entre los que se encontraba Dionisio Gutiérrez, elaboran y publican una declaración “ante la crisis política que atraviesa la patria”, más conocido como el documento de “Los Abajo Firmantes”, donde rechazan las violaciones a la Constitución por parte de Serrano Elías, calificándolo de “dictador” y exigiéndole su renuncia irrevocable así como la restitución de los Poderes Públicos de la república.
Además de este documento, Gutiérrez, junto a otros actores de la sociedad civil, organizaron protestas ciudadanas, marchas y concentraciones frente al Palacio Nacional, a través de una plataforma que se llamó la Instancia Nacional de Consenso.

#### Gobierno de Alfonso Portillo (2000-2004)
A inicios de 2003 el entonces presidente Alfonso Portillo arremete contra los medios de comunicación en unas declaraciones donde los califica de “payasos”,  y aseguró que “estaban al servicio de intereses oscuros”  y se refirió a Dionisio Gutiérrez como “el dueño del circo”. Ante estas acusaciones, Dionisio le contesta que el gobierno califica de conspirador y desestabilizador a “todo aquel que le diga sus verdades”.

#### Jueves Negro (2003)
El 24 de julio de 2003, en las calles de varias zonas capitalinas, el general y expresidente Efraín Ríos-Montt, en una acción que se ha calificado de “ardid populista”, exigió al Tribunal Supremo Electoral que lo inscribiera como candidato presidencial, pese a tener prohibición por haber liderado un golpe de Estado. Unos días antes del hecho, el 14 de julio de ese año, la Corte de Constitucionalidad emitió un fallo denegatorio de la petición. Por esta razón, el lunes 21 de julio el general llamó indirectamente a la rebelión a sus seguidores, y advirtió que no se hacía responsable si las protestas se salían de control. 
El 24 de julio varias personas tomaron distintos puntos de la ciudad, siendo uno de los más asediados los alrededores del edificio del Centro Empresarial, en donde están ubicadas las oficinas corporativas de Dionisio Gutiérrez, uno de los más férreos opositores a la inscripción de Ríos Montt. De acuerdo a Prensa Libre: 
```
 
“Ese día se puso en riesgo la vida de cientos de empleados de ese condominio, debido a que fueron quemadas decenas de llantas que hacían irrespirable el aire y la turba amenazó con quemar el lugar”
[
23
]
```

Después de doce horas asediados fueron rescatadas 900 personas que habían permanecido atrapadas en el Centro Empresarial y los manifestantes se retiraron. Los daños a la propiedad, la vida y la producción fueron incalculables.

#### Oposición al gobierno de la UNE (2010)
El día jueves 1 de julio de 2010, el gobierno del entonces presidente Álvaro Colom, denunció en un espacio pagado una “maniobra de desestabilización compuesta por ataques a las fuerzas de seguridad y reportajes en algunos medios de comunicación” en la denuncia pública, el mandatario señaló a Dionisio Gutiérrez como uno de los responsables de ese plan. Ante ello el empresario expresó “Con todo respeto, le pido que no caiga en la trampa totalitaria”.
Meses después, Dionisio Gutiérrez protagonizaría uno de los episodios más polémicos del año 2010 a raíz de un comentario en contra del presidente Álvaro Colom y su esposa Sandra Torres en el Encuentro Nacional de Empresarios a mediados de ese año. Después del incidente terminó tomando distancia del programa “Libre Encuentro” y del país alegando, entre otras razones, el “aumento de manera notable de formas de acoso e intimidación hasta constantes amenazas de muerte” contra su persona.

## Fundación Libertad y Desarrollo
En 2012, ya de regreso en la Ciudad de Guatemala, Dionisio Gutiérrez crea la Fundación Libertad y Desarrollo, un centro de pensamiento independiente, privado y propositivo, que se dedica al estudio y análisis de temas sociales, económicos y políticos para promover los valores y principios de una sociedad libre. Como presidente de la Fundación, Gutiérrez dirige un equipo de intelectuales con quienes trabaja en múltiples actividades cívicas y desarrolla la articulación de propuestas estatales de largo plazo para América Latina.
En febrero de 2022, mediante un comunicado oficial, Fundación Libertad y Desarrollo informa sobre su internacionalización, con la creación de sedes en el estado de la Florida, en Estados Unidos, así como también en la ciudad de Madrid, en España. Esta expansión tiene por objetivo llevar el análisis de temas institucionales y la promoción de sociedades libres a un espectro iberoamericano.

### Dimensión
El 27 de enero del 2013 nació el programa de televisión “Dimensión”, auspiciado por la Fundación Libertad y Desarrollo, el cual se transmitió semanalmente por el Canal 3, bajo la dirección de Dionisio Gutiérrez hasta agosto de 2018. El programa trataba temas sociales e intentaba promover la participación “para generar reflexión respecto a los complejos problemas que aquejan a la sociedad guatemalteca y centroamericana”.

### Confrontación con el gobierno del Partido Patriota (2015)
En agosto de 2015, a raíz de que se diera a conocer la participación de la vicepresidenta Roxana Baldetti y del presidente de la república Otto Pérez Molina en una estructura que se dedicó a la defraudación aduanera en el país conocida como La Línea, Dionisio Gutiérrez pide la renuncia de su cargo al entonces presidente Otto Pérez Molina en una Carta Pública desde la Fundación Libertad y Desarrollo.
En una entrevista en un medio local, Dionisio Gutiérrez dijo sobre Otto Pérez Molina:
```
“Un personaje al que conocí en la época del Serranazo y con quien ya no tuve mayor contacto hasta la época final del 2010 cuando él era el político de la oposición más perseguido y yo era el civil del lado de la sociedad más perseguido por el gobierno de la UNE, y cuando Pérez Molina llega al gobierno, al cuarto mes de ser presidente, yo denuncié que era otro gobierno que iba a llevar a Guatemala por los caminos perdidos”.
[
31
]
```

### Encuentros Ciudadanos
En septiembre de 2016, desde la Fundación Libertad y Desarrollo, Dionisio Gutiérrez abrió el Primer Encuentro Ciudadano con un discurso enfocado en desigualdad en el país. A partir de entonces estos encuentros se han convertido en una experiencia anual con réplicas en otras ciudades de Guatemala donde se congregan actores de distintos sectores para el debate de temas de interés nacional. En abril de 2017 se llevaría a cabo el Segundo Encuentro Ciudadano, en el cual se analizó de nuevo la realidad del país, con énfasis en la política, desigualdad y subdesarrollo.  
El 7 de marzo de 2018, en el Tercer Encuentro Ciudadano se habló de la importancia de la lucha contra la corrupción en Guatemala. A este evento asistieron como panelistas invitados, la entonces fiscal general, Thelma Aldana y el jefe de la Comisión Internacional contra la Impunidad en Guatemala, Iván Velásquez, quien estuvo a través de una entrevista pregrabada. En su discurso inicial, Gutiérrez comentó que el presidente Jimmy Morales no había sido invitado al encuentro y le instó a que: "deje de avergonzar a Guatemala" y que  "deje de ser el representante de las fuerzas oscuras que no quieren que el país cambie. Sus acciones contradicen sus palabras".
El miércoles 6 de marzo de 2019, el IV Encuentro Ciudadano trató el año electoral bajo el título "¿Elecciones libres o democracia secuestrada?". En el evento participaron más de 2,000 guatemaltecos que acudieron a escuchar la conferencia de Dionisio Gutiérrez; el panel de los expresidentes Luis Alberto Lacalle (Uruguay), Andrés Pastrana (Colombia), Jorge Tuto Quiroga (Bolivia) y Felipe Calderón (México); la presentación de la Primera Encuesta Electoral 2019; y un panel de analistas nacionales sobre el panorama de las elecciones en el 2019.

### Posición frente a la CICIG y lucha anticorrupción
A finales de febrero de 2018, Gutiérrez aparece en un acto público a propósito de la creación del Frente Ciudadano Contra la Corrupción, integrado por empresarios, activistas, autoridades indígenas, comunicadores y diversos actores de la sociedad civil, quienes manifestaron su compromiso en la lucha contra la corrupción y la impunidad en el país, así como la continuidad de Iván Velásquez al frente de la Comisión Internacional Contra la Impunidad en Guatemala (CICIG) y el trabajo de Thelma Aldana como fiscal general del Ministerio Público (MP). La posición de Gutiérrez frente a la lucha contra la corrupción le ha valido críticas desde distintos sectores.
El 30 de abril de 2018, ante la campaña de descrédito de la CICIG y el lobby que se estaba haciendo en Washington en contra de la comisión, Dionisio Gutiérrez envió una carta dirigida a doce Senadores y Congresistas estadounidenses sobre la importancia de la permanencia de CICIG en Guatemala. En la misiva, Gutiérrez enumera la lista de funcionarios procesados por la justicia guatemalteca por casos de corrupción, también afirma que la CICIG “ha demostrado su capacidad para traer justicia a Guatemala y por primera vez en la historia reciente o distante, instalar confianza y fe de los guatemaltecos en sus instituciones de gobierno”.

## Razón de Estado
El 19 de septiembre de 2018, después de tres años retirado de la televisión, Dionisio Gutiérrez vuelve a las pantallas del país con el programa “Razón de Estado”, transmitido por el canal de televisión Guatevisión, por la red de Emisoras Unidas, por la emisora Radio Infinita y por más de 40 cables locales a nivel nacional. De acuerdo al sitio web del programa "se trata de una tribuna para el debate y la reflexión, comprometida con la libertad, la democracia y el Estado de derecho".
En el programa se utilizan formatos como la entrevista, el documental, el panel de discusión y el reportaje.
Como parte de su internacionalización en Iberoamérica, en noviembre de 2022, el programa Razón de Estado hizo su debut continental en el canal latinoamericano NTN24, llegando a más de 40 millones de espectadores en el continente.

## V Encuentro Ciudadano y la propuesta de Comunidad Económica Centroamericana
El miércoles 4 de marzo de 2020, Dionisio Gutiérrez y Fundación Libertad y Desarrollo fueron los anfitriones del V Encuentro Ciudadano “Centroamérica, amenazas y oportunidades compartidas; un destino común”, el cual abordó los desafíos y retos compartidos de la región centroamericana y contó con la presencia de más de 30 líderes globales, entre Presidentes de Iberoamérica, intelectuales, líderes cívicos y exfuncionarios de las distintas agencias de seguridad de Estados Unidos expertos en seguridad hemisférica.
En el V Encuentro Ciudadano, se presentó la “Declaración Conjunta sobre la Comunidad Económica Centroamericana”, un documento que nace desde la ciudadanía y busca que se sumen a este compromiso los presidentes de la región y todos los sectores involucrados en la toma de decisiones para la consolidación de la integración económica regional como una opción para el futuro de los centroamericanos.

## Premios, reconocimientos y cargos relevantes
Gracias a su trayectoria, Gutiérrez fue reconocido el 14 de noviembre del 2012 con el premio “Empowering Democracy”, un galardón que recibió de parte de Poder Awards y la Fundación American Business Council, de Estados Unidos.
En 2014, el Rey Felipe VI de España, le otorgó la Orden del Mérito Civil en Grado de Encomienda, un galardón instituido desde 1926 por el Rey Alfonso XIII y que se le entrega a ciudadanos españoles o extranjeros que han hecho méritos civiles o que han sido relevantes para el Estado.
Además, Gutiérrez es miembro del Consejo Latinoamericano de la Universidad de Georgetown; miembro de la Iniciativa Atlántica de la Universidad Johns Hopkins; miembro de la Junta de la Escuela Kennedy de Harvard; miembro de la Junta de Fideicomisarios de la Universidad Francisco Marroquin; miembro de la Junta de Asesores de la Fundación Internacional para la Libertad; miembro de la Junta Académica del Atlantic Institute of Government y miembro del Grupo 50, con sede en Washington D. C.
También, es fundador y fideicomisario de la Escuela de Gobierno en Guatemala, una entidad educativa que tiene la misión de transformar la manera de conducir el gobierno y la política en Guatemala.
En septiembre de 2019 fue seleccionado por la Revista Summa Archivado el 2 de agosto de 2019 en Wayback Machine. como el líder empresarial con mejor reputación de Centroamérica. Este reconocimiento lo otorgan otros CEOs, gerentes, empresarios y altos ejecutivos de la región en términos de su imagen pública, integridad y apego a las buenas prácticas.
En julio de 2020 protagonizó la edición de la revista FORBES Centroamérica donde, en una entrevista exclusiva, reafirmó la necesidad de la integración centroamericana como única fórmula para el desarrollo de la región y para mitigar el impacto de crisis del COVID-19.
En febrero de 2021 se convirtió en el único latinoamericano en la Junta Directiva de Freedom House. También forma parte del Consejo Asesor del Bush Institute en Dallas, Texas.
En septiembre de 2024, Dionisio Gutiérrez fue seleccionado como uno de los líderes más influyentes de América Latina, según Bloomberg
En 2025, el Dr. Gutiérrez fue galardonado con el Premio Enrique V. Iglesias, un reconocimiento que destaca la labor de personalidades que contribuyen de forma extraordinaria a la evolución y el desarrollo de los países iberoamericanos, así como a la promoción de un espíritu inclusivo que permite compartir retos y valores comunes. 